# Федорив, Виталий Николаевич
Виталий Николаевич Федорив (укр. Віталій Миколайович Федорів; род. 21 октября 1987, Межиречье, Львовская область) — украинский футболист, защитник харьковского «Металлиста»

## Биография

### Клубная карьера
Выступал за фарм-клубы киевского «Динамо» («Динамо-3» и «Динамо-2»), провёл небольшое число игр за основную команду клуба, из-за недостаточной игровой практики решил сменить клуб. Летом 2008 года на правах аренды перешёл в пермский «Амкар», где провёл остаток сезона-2008, регулярно выходя на поле. 1 декабря 2008 года было сообщено, что руководство «Амкара» выкупило права на игрока. В «Амкаре» был игроком основного состава, однако часто получал травмы. В конце 2011 года было объявлено, что «Амкар» не будет продлевать контракт. В конце февраля 2018 года стал игроком российского клуба «Олимпиец» из Нижнего Новгорода.

### Карьера в сборной
Выступал за молодёжную сборную Украины. Единственный матч за главную национальную команду провёл 6 февраля 2008 года против Кипра (1:1). В ноябре 2008 года не прибыл вовремя на сбор национальной команды (перед матчем с командой Норвегии 19 ноября 2008 года), что вызвало негативную реакцию её главного тренера Алексея Михайличенко; сообщается, что причиной опоздания Федорива стала задержка самолёта из-за тумана. После этого Федорив не вызывался в сборную, возглавляемую Михайличенко, более года. После того, как сборную возглавил Мирон Маркевич, Федорив был вызван на первый же сбор, который состоялся в мае 2010 года.

## Достижения
- Обладатель Суперкубка Украины: 2007

## Семья
Старший брат — Владимир Федорив — также футболист.